# Ichneumon grammicus
Ichneumon grammicus är en stekelart som beskrevs av Schiodte 1839. Ichneumon grammicus ingår i släktet Ichneumon och familjen brokparasitsteklar. Inga underarter finns listade i Catalogue of Life.